# Yên Trung, Ý Yên
Yên Trung là một xã cũ nằm phía Tây bắc huyện Ý Yên, tỉnh Nam Định, Việt Nam.

## Địa giới - Hành chính
Trước đây xã có tên là xã Văn Phú. 
Địa giới hành chính xã phía Bắc giáp với tỉnh Hà Nam; phía Tây giáp xã Yên Thành; phía Nam giáp xã Yên Nghĩa và Yên Tân; phía Đông giáp xã Yên Tân và tỉnh Hà Nam.
Xã được phân thành các thôn Tiêu Bảng (làng Thượng), Văn Minh (Văn Xá), Thông (làng Hạ), Văn Mỹ (làng Ngòi), Hoàng Giang (làng Vàng), Trung, Nhuộng (Tử Mạc), Mạc Sơn (làng Mực), Phương Hưng (làng Phường)... Trụ sở hành chính xã đóng tại thôn Văn Minh.
```
Có tuyến cao tốc Ninh Bình Pháp Vân cắt qua.
```

## Kinh tế
Địa hình giao thương, đi lại còn khó khăn. Xã không có nghề phụ mà chủ yếu trồng lúa, chăn nuôi tự phát. 
Hoạt động kinh tế chủ yếu là nông nghiệp: trồng lúa nước, rau màu, chăn nuôi gia súc gia cầm.

## Giáo dục
- Trường Mầm non Yên Trung - Cơ sở Mạc Sơn
- Trường Tiểu học A Yên Trung - Thôn Mạc Sơn
- Trường Mầm non Yên Trung - Cơ sở Tiêu Bảng
- Trường Mầm non Yên Trung - Cơ sở Phương Hưng
- Trường Tiểu học B Yên Trung - Thôn phương Hưng
- Trường THCS xã Yên Trung _ trung tâm xã
- Trường mầm non Yên Trung _ Cơ sở Nhuộng